# Dongshan, Huazhou
Dongshan (kinesiska: 东山) är ett stadsdelsdistrikt i sydöstra Kina. Det ligger i Huazhou i staden Maoming i provinsen Guangdong, omkring 310 kilometer sydväst om provinshuvudstaden Guangzhou. Antalet invånare är 56 996. Befolkningen består av 26 515 kvinnor och 30 481 män. Barn under 15 år utgör 22,0 %, vuxna 15-64 år 68 %, och äldre över 65 år 8,0 %.